# کیم کلایسترس
کیم آنتونی لوده کلایسترس (به هلندی: Kim Antonie Lode Clijsters)، معروف به کیم کلاسترس‏ (Flemish pronunciation: [kɪm ˈklɛistərs] ()) (زادهٔ ۸ ژوئن ۱۹۸۳ در بیلزان، لیمبورگ) تنیس‌باز اهل بلژیک است.
او در گذشته در ردهٔ اول بهترین تنیسورهای زن جهان -هم در انفرادی و هم در دونفره- قرار داشته‌است.